# Definitieve nier

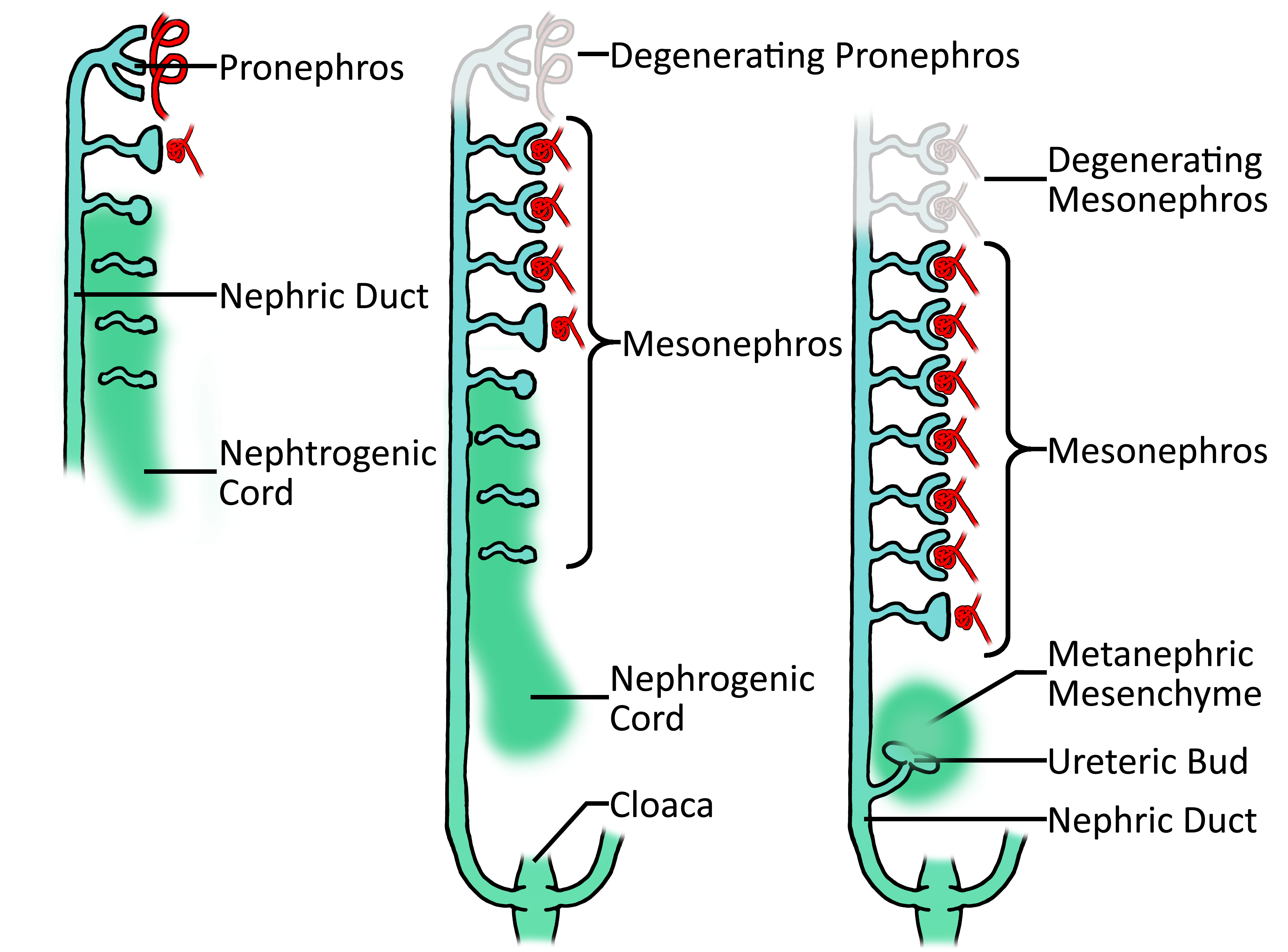
Diagram toont de opeenvolgende ontwikkeling en degeneratie van de pronefros en mesonefros en de inductie van de urineleiderknop en metanefritisch (definitieve nier-) mesenchym tijdens de nierontwikkeling bij zoogdieren.

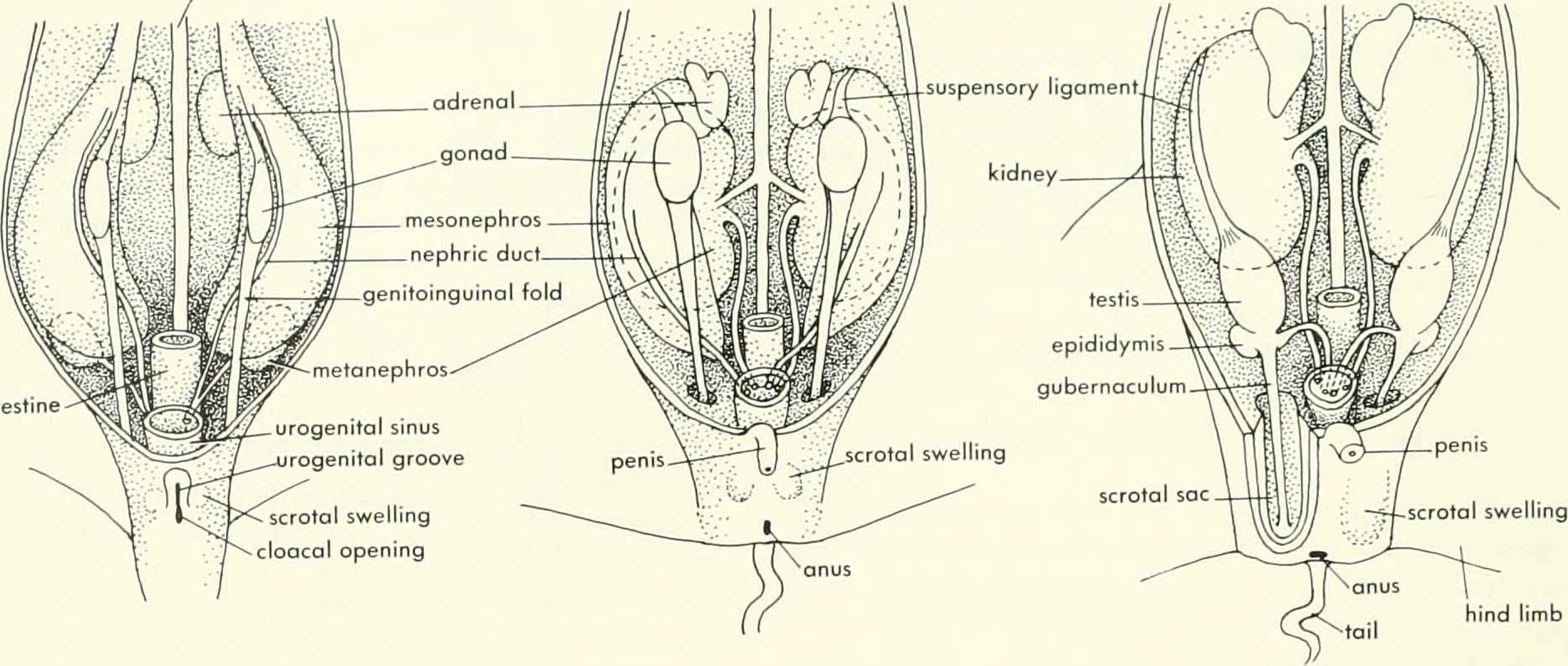

De definitieve nier (metanefros) is een van de drie uitscheidingsorganen, voorlopernier (pronefros), oernier (mesonefros) en definitieve nier (metanefros), die zich bij gewervelde dieren ontwikkelen.
Tijdens de vijfde week van de zwangerschap ontwikkelt het definitieve nierkanaal een uitstulping, de urineleiderknop, vlak bij de aanhechting aan de cloaca. Deze urineleiderknop, ook wel het metanefrogene divertikel genoemd, groeit naar achteren en naar de kop van het embryo toe. De langwerpige stengel van de urineleiderknop, het definitieve nierkanaal genoemd, vormt later de urineleider. Terwijl het craniale uiteinde van de urineleiderknop zich uitstrekt tot in het tussenliggende mesoderm, ondergaat het een reeks vertakkingen om het verzamelkanaalsysteem van de nier te vormen. Het vormt ook de grote en kleine nierkelken en het nierbekken.
Het gedeelte van het ongedifferentieerde tussenliggende mesoderm dat in contact komt met de toppen van de vertakkende urineleiderknop staat bekend als het metanefrogeen blasteem. Signalen die vrijkomen uit de urineleiderknop induceren de differentiatie van het metanefrogeen blasteem in de nefronen. Naarmate de nefronen groeien, komen ze in contact met en sluiten ze zich aan bij de verbindende tubuli van het verzamelkanaalsysteem, waardoor een continue doorgang ontstaat voor de stroom van de nefronen naar het verzamelkanaal. Tegelijkertijd beginnen voorlopers van vasculaire endotheelcellen hun positie in te nemen aan de uiteinden van de nefronen. Deze cellen differentiëren tot de cellen van de definitieve glomerulus.
Bij mensen zijn alle takken van de urineleiderknop en de nefronen gevormd na een zwangerschapsduur van 32 tot 36 weken. Deze structuren zijn echter nog niet volwassen en zullen na de geboorte blijven rijpen. Eenmaal volwassen hebben mensen naar schatting twee miljoen nefronen (ongeveer 1.000.000 per nier), maar dit aantal is zeer variabel, variërend van ongeveer 200.000 tot meer dan 2,5 miljoen per nier.
Na het induceren van het definitieve niermesenchym zullen de onderste delen van het nefronkanaal caudaal (naar beneden) migreren en zich verbinden met de urineblaas, waardoor de urineleiders worden gevormd.